# Villa Tapia
Villa Tapia je mesto v provinci Hermanas Mirabal v Dominikanski republiki.